# Raúl Patiño
Raúl Patiño Aroca (Guayaquil, 3 de agosto de 1952) es un abogado y político ecuatoriano, hermano mayor del ex Canciller de la República, Ricardo Patiño.

## Biografía
Nació en Guayaquil, el 3 de agosto de 1952, en un hogar de bajos recursos económicos. Fue uno de los cuatro hijos de Héctor Patiño y Yolanda Aroca, junto con Roberto, Rafael y Ricardo Patiño. Durante su adolescencia fue miembro de las comunidades cristianas de Monseñor Leonidas Proaño y parte de grupos religiosos junto al futuro presidente de la República, Gustavo Noboa. Se graduó con el hermano del mismo, Ricardo Noboa, y con el futuro vicepresidente Alberto Dahik, en el Colegio Salesiano Cristóbal Colón.

### Primeros años en la política
Como vendedor ambulante, inició su vida política en la década de los 80, realizando protestas por los elevados precios de los servicios básicos que él consideraba una estafa. En una de las campañas más sonadas que realizó, conocida popularmente como "foco ladrón", se subía en una camioneta junto a monigotes de un foco y un teléfono que representaban los abusos de las empresas de servicios. Pronto pasó a ser conocido por gran parte de la población de Guayaquil y se ganó la enemistad de los reconocidos políticos de la ciudad Jaime Nebot y Abdalá Bucaram. A raíz de sus constantes denuncias y por la agitación que generaba en sus reclamos, fue arrestado en seis ocasiones, cuatro de ellas durante el gobierno de León Febres-Cordero Ribadeneyra y dos durante el gobierno de Rodrigo Borja Cevallos.
En las elecciones legislativas de 1990 fue elegido diputado por el Partido Socialista para el periodo 1990-1992. El 31 de agosto de 1990 fue uno de los protagonistas de un fuerte pleito en el Congreso entre diputados socialistas y socialcristianos que pasó a la posteridad. Durante el mismo, Patiño se insultó con el diputado Jaime Nebot e intentaron golpearse, por lo que tuvieron que ser detenidos por otros diputados, así como por la escolta legislativa.
Una vez terminado su periodo, y debido a problemas económicos, abrió un pequeño restaurante de mariscos con la ayuda de su hermano Ricardo. En 1992 se postuló por el Partido Socialista como candidato a la alcaldía de Guayaquil, pero fue ampliamente vencido por el expresidente León Febres-Cordero.
En 1995 se desafilió del Partido Socialista tras oponerse a la fusión entre dicho partido y el Frente Amplio de Izquierda. Para las elecciones legislativas de 1996 se afilió a la Democracia Popular y buscó fallidamente ser electo diputado por Guayas. Al ser cuestionado sobre su afiliación a la Democracia Popular, aseveró que no había dejado de ser socialista y que confiaba que un eventual gobierno de Rodrigo Paz mejoraría el nivel de vida de los ecuatorianos.

### Ministro en el gobierno de Noboa
Participó como jefe de campaña del candidato a la vicepresidencia Gustavo Noboa (binomio de Jamil Mahuad), durante las elecciones presidenciales de 1998. Cuando Noboa fue nombrado presidente, luego del derrocamiento de Mahuad, Patiño fue nombrado Ministro de Bienestar Social.
Durante su gestión como ministro impulsó varias campañas sociales, entre las que destacaba la del desayuno escolar. También recibió críticas de varios grupos sociales, entre ellos la CONAIE, por realizar en actos públicos lo que ellos calificaban como campaña electoral. En sus visitas a las distintas provincias y ciudades, Patiño era recibido por centenares de niños de escuelas fiscales que lo esperaban para agradecerle por su gestión en el Ministerio. Durante estos actos, Patiño tomó por costumbre cantar la canción Millón de amigos, del brasileño Roberto Carlos, siendo coreado por todos los presentes. Estos actos se realizaban en ocasiones a diario.

### En Alianza PAIS
Para las elecciones presidenciales de 2006 se unió al partido de izquierda Red Ética y Democracia, para impulsar la candidatura a la presidencia de León Roldós. Luego de que Roldós quedara cuarto en la primera vuelta electoral, pasó a formar parte del movimiento Alianza PAIS y apoyó la candidatura presidencial del economista Rafael Correa, elegido en la segunda vuelta con el 56,67% de los votos válidos.
En 2009 fue elegido suplente de la parlamentaria andina María Isabel Salvador, asumiendo el puesto titular cuando Salvador fue nombrada embajadora de Ecuador ante la Organización de Estados Americanos, en julio de 2010. En noviembre de 2011 dejó momentáneamente su cargo tras ser nombrado por el presidente Correa como Jefe de la Secretaría de Inteligencia del país, retornando al Parlamento Andino para completar el resto de su periodo en agosto de 2012.
En las elecciones legislativas de 2013 fue elegido asambleísta nacional en representación de la provincia de Guayas por Alianza PAIS. Renunció al cargo el 9 de septiembre de 2015 tras anunciar que el presidente Correa le había encomendado participar como intermediario en diálogos con organizaciones sociales.